# Neran
Neran ist eine osttimoresische Aldeia im Suco Ulmera (Verwaltungsamt Bazartete, Gemeinde Liquiçá). 2015 lebten in der Aldeia 157 Menschen.

## Geographie und Einrichtungen
Neran ist die kleinste Aldeia des Sucos Ulmera. Sie liegt im Norden Ulmeras, zwischen den Läufen temporärer Flüsse, die in der Regenzeit nach Norden abfließen. Westlich befindet sich die Aldeia Fatubesilolo, nördlich die Aldeia Nauner, nordöstlich die Aldeia Mane-Mori und südlich die Aldeia Essirat. Das Dorf Neran liegt im Nordosten der Aldeia und reicht bis nach Essirat und Mane-Mori hinein. Auf dem Gebiet der Aldeia Neran steht die Kapelle Coração de Jesus Neran.

## Politik
2023 wurde Daniel Marcos zum Chefe de Aldeia gewählt.